# Simulium inthanonense
Simulium inthanonense es una especie de insecto del género Simulium, familia Simuliidae, orden Diptera.
Fue descrita científicamente por Takaoka & Suzuki, 1984.